# Catedral de San Cristóbal (Camberra)
La catedral de San Cristóbal (en inglés: Cathedral of St Christopher), o simplemente catedral de Camberra, es el principal lugar de culto católico en la ciudad de Camberra (Australia). Es la sede del obispado de la arquidiócesis de Camberra y Goulburn.
La catedral de San Cristóbal se encuentra en el barrio de Forrest. El Reverendo Padre Patrick Haydon, fue nombrado párroco de la parroquia de San Cristóbal de Manuka en 1928, y supervisó la primera fase de la construcción de la iglesia, que se completó en 1939.
El edificio fue ampliado, alcanzando su tamaño actual en 1973, cuando se convirtió en la concatedral católica de la arquidiócesis de Camberra y Goulburn, y más recientemente la catedral, con el traslado de la antigua sede de la catedral de Goulburn. 

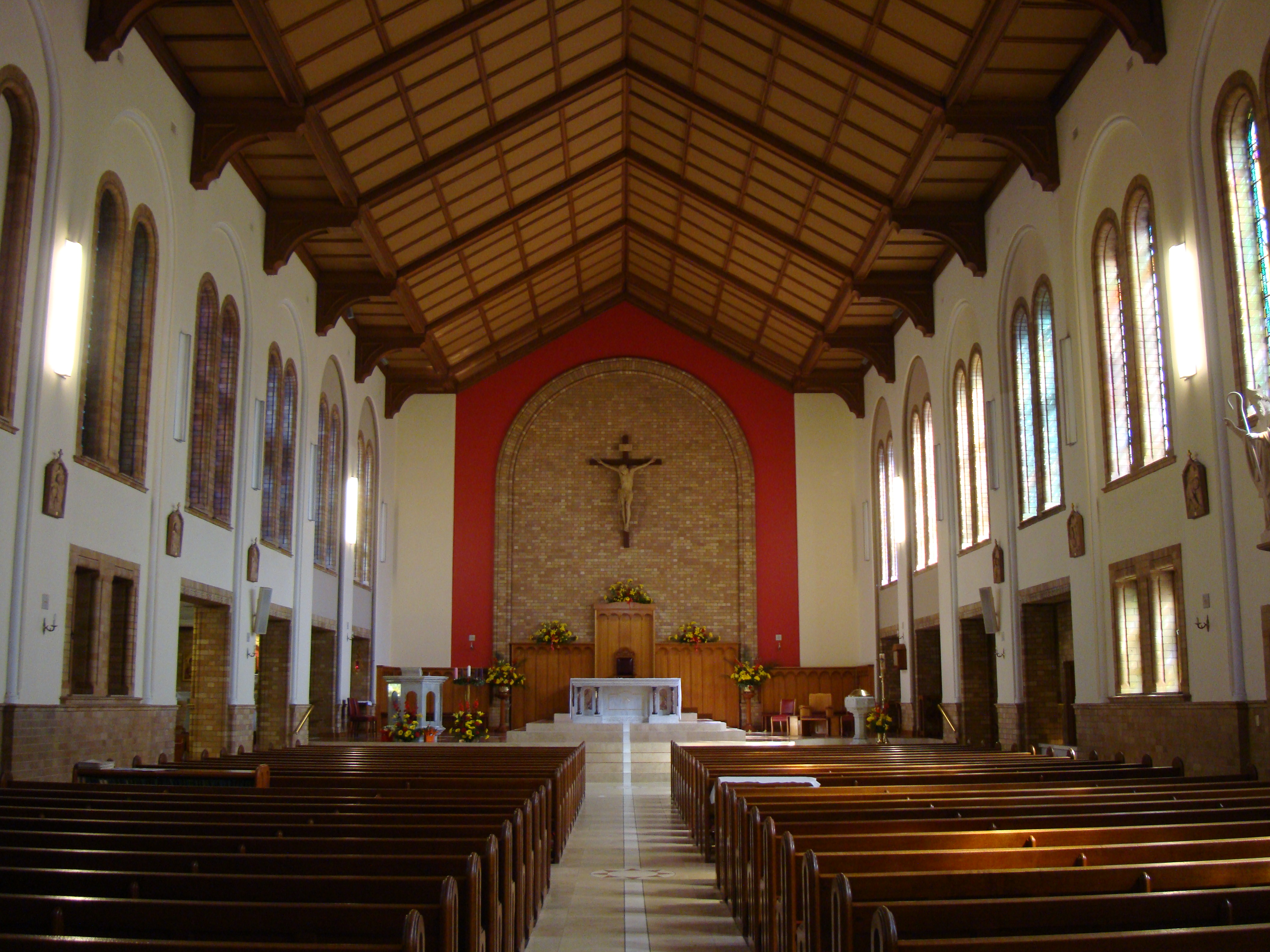
Vista interna.